# Racing Club de Strasbourg 1986-1987
Questa voce raccoglie le informazioni riguardanti il Racing Club de Strasbourg nelle competizioni ufficiali della stagione 1986-1987.

## Organigramma societario
Area direttiva
- Presidente: Jean Willaume, dal 4 settembre Daniel Hechter
- Vice presidente: Pierre Kubel

Area marketing
- Ufficio marketing: Patrice Harquel

Area tecnica
- Direttore sportivo: Jean-Pierre Dogliani
- Allenatore: Francis Piasecki, dal 3 settembre Jean-Pierre Dogliani, dal 10 settembre Robert Herbin[2]
- Allenatore in seconda: Freddy Zix

Area sanitaria
- Medico sociale: Dany Eberhardt
- Massaggiatore: Alain Fath, Eric Moerckel

## Maglie e sponsor
Lo sponsor tecnico per la stagione 1986-1987 è Adidas, mentre lo sponsor ufficiale è Mammouth.
| Manica sinistra · Manica sinistra · Maglietta · Maglietta · Manica destra · Manica destra · Pantaloncini · Calzettoni · Calzettoni |